# John Valentine (compositor)
John Valentine (7 de junio de 1730 – 10 de septiembre de 1791) fue un Violinista, violista y compositor inglés.

## Biografía
John Valentine nació en Leicester (Inglaterra), hijo de John Valentine y su mujer Sarah. En 1759 John Valentine era propietario de una tienda de música, que regentó en la New Bond Street de Leicester, la cual trasladó posteriormente a otros emplazamientos. Vendía instrumentos y partituras y también daba clases de diversos instrumentos, como trompa o instrumentos de tecla. Valentine tomó parte en conciertos por la zona, sobre todo en calidad de violinista o violista, y tocó en los conciertos conmemorativos de Handel, en memoria de Georg Friedrich Händel que tuvieron lugar en Londres en 1784.
John Valentine fue miembro de una familia de músicos de Leicester. Fue sobrino-nieto del compositor Robert Valentine. El hijo de John, Thomas Valentine (1759 – c. 1800) también fue violinista y tocó en la Conmemoración de Händel, así como en la zona de Londres durante al menos una década. El tío de John, Henry Valentine, tocaba el oboe y también regentó una tienda de música en Leicester. John Valentine contrajo matrimonio con Tabitha Simpson (*1728) en 1755, con quien tuvo seis hijos, entre ellos Sarah, John, Charles y Ann. Ann Valentine fue una compositora, cuyas obras están disponibles en ediciones modernas. Sarah (1771–1843) trabajó como  organista en  la iglesia de St. Martin de Leicester de 1800 a 1840 y compuso al menos una obra: The British March and Quickstep for the Pianoforte. John Valentine murió en Leicester y fue enterrado en la iglesia de St. Margaret.

## Obras
Valentine compuso minués, marchas, sinfonías y música sacra. Publicó un cierto número de composiciones entre 1765 y 1785, entre las que se pueden citar:
- The Epithalamium for Isabella, or the Fatal Marriage, música incidental para la obra de  teatro homónima (1762)
- My Shepherd is the Living Lord  de Thirty Psalm Tunes, para SATB, con texto de Thomas Sternhold
- Ode to Peace, para SATB (1763)
- Ode on the Birthday of the Marquis of Granby